# Mihhail Kaaleste
Mihhail Kaaleste, do 1940 Mihail Stolär (ur. 20 sierpnia 1931 we wsi Wiertuszkino, zm. 5 maja 2018 w Petersburgu) – estoński kajakarz. W barwach ZSRR medalista olimpijski z Melbourne.
Zawody w 1956 były jego jedynymi igrzyskami olimpijskimi. Srebro zdobył w kajakowej dwójce na dystansie 1000 metrów, partnerował mu Anatolij Diemitkow. W 1958 był brązowym medalistą mistrzostw świata w dwójce oraz czwórce na dystansie 1000 metrów. Zdobył złoto mistrzostw Europy w 1957 w K-2 na dystansie 10 000 metrów oraz brąz na dystansie 1000 metrów.
Jego żona Anna była biegaczką narciarską i olimpijką.